# Ріяд Будебуз
Ріяд Будебуз (араб. رياض بودبوز, фр. Ryad Boudebouz, нар. 19 лютого 1990, Кольмар) — алжирський футболіст, півзахисник французького «Сент-Етьєна».
Насамперед відомий виступами за клуби «Сошо» та «Монпельє», а також національну збірну Алжиру.

## Клубна кар'єра
Народився 19 лютого 1990 року в місті Кольмар. Вихованець юнацьких команд футбольних клубів «Кольмар» та «Сошо».
У дорослому футболі дебютував 2008 року виступами за «Сошо», в якому провів п'ять сезонів, взявши участь у 164 матчах чемпіонату. Більшість часу, проведеного у складі «Сошо», був основним гравцем команди.
2 вересня 2013 року підписав трирічний контракт з «Бастією». Сума трансферу склала 1 млн євро. Відіграв за команду з Бастії наступні два сезони своєї ігрової кар'єри. Граючи у складі «Бастії» також здебільшого виходив на поле в основному складі команди.
7 липня 2015 року перейшов до клубу «Монпельє». Протягом двох років був постійним гравцем основного складу, зігравши 71 матч у чемпіонаті та відзначившись 13 голами.
Своїми результатами в клубі з Монпельє привернув увагу керівництва іспанського «Бетіса», який 9 серпня 2017 оформив трансфер гравця за 7 мільйонів євро. Втім, його показники в севільському клубі були менш успішні, і в другій половині сезону 2018/19 він був відданий в оренду до «Сельти».
27 липня 2019 Будебуз повернувся до Франції, підписавши угоду з «Сент-Етьєном». Вартість переходу склала 3,5 мільйона євро.

## Виступи за збірні
У 2006 році дебютував у складі юнацької збірної Франції, взяв участь у 12 іграх на юнацькому рівні, відзначившись 1 забитим голом.
У 2009 році Будебуз отримав паспорт Алжиру, щоб представляти збірну Алжиру на міжнародних турнірах. 4 травня 2010 року Будебуза включили до попереднього складу збірної Алжиру на чемпіонат світу 2010 року у ПАР, а 1 червня року головний тренер збірної Рабах Саадан включив Будебуза в остаточну заявку.
28 травня 2010 році дебютував в офіційних іграх у складі національної збірної цієї країни у товариському матчі проти збірної Ірландії. У фінальному турнірі Чемпіонату світу 2010 Будебуз взяв участь в одному матчі — другій грі групового турніру проти збірної Англії (0:0).
12 листопада 2011 року в товариському матчі з Тунісом (1:0) забив свій перший гол за збірну.
У січні 2013 року був включений до складу збірної для участі у фінальному турнірі Кубка африканських націй 2013 у ПАР. Під час турніру у Будебуза і ще одного гравця збірної, Амера Буазза, виник конфлікт з тренером Вахідом Халілходжичем. Тренер відрахував обох гравців зі збірної і обіцяв більше не викликати їх.
2015 року, після того як Халілходжич покинув тренерський місток, Будебуз відновив виступи за збірну.
Станом на 4 листопада 2019 провів у формі головної команди країни 25 матчів, забивши 2 голи.